# Finlandia en los Juegos Paralímpicos de Geilo 1980
Finlandia estuvo representada en los Juegos Paralímpicos de Geilo 1980 por un total de 29 deportistas, 21 hombres y ocho mujeres.

## Medallistas
El equipo paralímpico finlandés obtuvo las siguientes medallas:
| Nombre                                                       | Deporte                    | Evento                             |
| ------------------------------------------------------------ | -------------------------- | ---------------------------------- |
| Oro                                                          |                            |                                    |
| Veikko Puputti                                               | Carrera de trineo en hielo | 100 m III masculino                |
| Veikko Puputti                                               | Carrera de trineo en hielo | 500 m III masculino                |
| Liisa Mäkelä                                                 | Esquí de fondo             | 5 km distancia corta 2A femenino   |
| Liisa Mäkelä                                                 | Esquí de fondo             | 10 km distancia media 2A femenino  |
| Alli Hatva                                                   | Esquí de fondo             | 10 km distancia media 3A femenino  |
| Pertti Sankilampi                                            | Esquí de fondo             | 5 km distancia corta 1A masculino  |
| Pertti Sankilampi                                            | Esquí de fondo             | 10 km distancia media 1A masculino |
| Veikko Jantunen                                              | Esquí de fondo             | 5 km distancia corta 2A masculino  |
| Veikko Jantunen                                              | Esquí de fondo             | 10 km distancia media 2A masculino |
| Jouko Grip                                                   | Esquí de fondo             | 5 km distancia corta 3A masculino  |
| Jouko Grip                                                   | Esquí de fondo             | 10 km distancia media 3A masculino |
| Ensio Kinnunen                                               | Esquí de fondo             | 5 km distancia corta 2B masculino  |
| Ensio Kinnunen                                               | Esquí de fondo             | 10 km distancia media 2B masculino |
| Kari Laakkonen                                               | Esquí de fondo             | 5 km distancia corta 3B masculino  |
| Jouko Grip Kari Laakkonen Heikki Miettinen Erkki Seppänen    | Esquí de fondo             | 4 × 5 km 3A-3B masculino           |
| Veikko Jantunen Samuli Kämi Erkki Kukkanen Pertti Sankilampi | Esquí de fondo             | 4 × 5 km 1A+2A masculino           |
| Plata                                                        |                            |                                    |
| Samuli Kämi                                                  | Esquí de fondo             | 5 km distancia corta 1A masculino  |
| Samuli Kämi                                                  | Esquí de fondo             | 10 km distancia media 1A masculino |
| Erkki Seppänen                                               | Esquí de fondo             | 5 km distancia corta 3A masculino  |
| Reino Vesander                                               | Esquí de fondo             | 5 km distancia corta 3B masculino  |
| Erkki Kukkanen                                               | Esquí de fondo             | 10 km distancia media 2A masculino |
| Heikki Miettinen                                             | Esquí de fondo             | 10 km distancia media 3A masculino |
| Kari Laakkonen                                               | Esquí de fondo             | 10 km distancia media 3B masculino |
| Bronce                                                       |                            |                                    |
| Lahja Hämäläinen                                             | Carrera de trineo en hielo | 100 m V femenino                   |
| Lahja Hämäläinen                                             | Carrera de trineo en hielo | 500 m V femenino                   |
| Lahja Hämäläinen                                             | Carrera de trineo en hielo | 800 m V femenino                   |
| Matleena Talonen                                             | Esquí de fondo             | 5 km distancia corta 5A femenino   |
| Matleena Talonen                                             | Esquí de fondo             | 10 km distancia media 5A femenino  |
| Raili Rantala                                                | Esquí de fondo             | 10 km distancia media 3A femenino  |
| Otto Malkki                                                  | Esquí de fondo             | 5 km distancia corta 1A masculino  |
| Heikki Miettinen                                             | Esquí de fondo             | 5 km distancia corta 3A masculino  |
| Tauno Seppänen                                               | Esquí de fondo             | 10 km distancia media 1A masculino |
| Erkki Seppänen                                               | Esquí de fondo             | 10 km distancia media 3A masculino |
| Reino Vesander                                               | Esquí de fondo             | 10 km distancia media 3B masculino |
| Ismo Alanko Martti Juntunen Mauno Sulisalo Teuvo Talmia      | Esquí de fondo             | 4 × 10 km 5A-5B masculino          |